# 工藤昌史
工藤 昌史（くどう まさし）は、日本の男性アニメーター、キャラクターデザイナー、アニメーション監督。

## 参加作品

### テレビアニメ
1999年
- 今、そこにいる僕（レイアウト・原画）
- ∀ガンダム（原画）
- 無限のリヴァイアス（原画）

2001年
- 神鵰侠侶 コンドルヒーロー（作画監督）

2002年
- アクエリアンエイジ Sign for Evolution（作画監督）
- わがまま☆フェアリー ミルモでポン!（作画監督）
- Witch Hunter ROBIN（作画監督）

2003年
- プラネテス（作画監督・作画監督協力）

2004年
- BLEACH（キャラクターデザイン・作画監督・レイアウト監修）

2005年
- リーンの翼（アニメーションディレクター・キャラクターデザイン・総作画監督・作画監督）

2012年
- ハヤテのごとく! CAN'T TAKE MY EYES OFF YOU（監督・キャラクターデザイン・絵コンテ・演出）

2013年
- まおゆう魔王勇者（キャラクターデザイン）
- ハヤテのごとく! Cuties（監督・キャラクターデザイン・絵コンテ・演出）
- サムライフラメンコ（サブキャラクターデザイン）

2014年
- ウィザード・バリスターズ 弁魔士セシル（演出・作画監督）
- さばげぶっ!（キャラクターデザイン・総作画監督）

2015年
- レーカン!（監督・絵コンテ・演出）

2017年
- チェインクロニクル 〜ヘクセイタスの閃〜（総作画監督・絵コンテ・演出）

2018年
- サンリオ男子（監督・絵コンテ・演出）
- ゴールデンカムイ（第二期エンディング絵コンテ・演出）

2020年
- pet（アニメーションキャラクターデザイン）
- 神之塔 -Tower of God-（キャラクターデザイン・作画監督）
- 新サクラ大戦 the Animation（キャラクターデザイン）

2022年
- BLEACH 千年血戦篇（キャラクターデザイン・総作画監督・第1話Special Thanks・オープニング原画）

2023年
- BLEACH 千年血戦篇-訣別譚-（キャラクターデザイン）

2024年
- BLEACH 千年血戦篇-相剋譚-（キャラクターデザイン）

2025年
- 想星のアクエリオン Myth of Emotions（キャラクターデザイン）

### 劇場アニメ
2002年
- 激闘!クラッシュギアTURBO カイザバーンの挑戦!（原画）

2006年
- 超劇場版ケロロ軍曹（作画監督）

2006年
- 劇場版BLEACH MEMORIES OF NOBODY（キャラクターデザイン・総作画監督）

2007年
- 劇場版 NARUTO -ナルト- 疾風伝（原画）
- 劇場版BLEACH The DiamondDust Rebellion もう一つの氷輪丸（キャラクターデザイン・作画監督）

2008年
- 劇場版BLEACH Fade to Black 君の名を呼ぶ（キャラクターデザイン・作画監督）

2010年
- 劇場版BLEACH 地獄篇（キャラクターデザイン・総作画監督）

### OVA
2015年
- 一騎当千 Extravaganza Epoch（監督・総作画監督・絵コンテ・演出）

### Webアニメ
2012年
- 今日のあすかショー（監督・キャラクターデザイン・総作画監督）

2024年
- ターミネーター 0（監督）

### ゲーム
2019年
- 新サクラ大戦（キャラクタービジュアル設定）
- ブラウンダスト（OP原画）